# 伍立德
伍立德（英語：Luther Ng)，香港電台電視部編導。

## 背景
伍立德成長於香港基層家庭，祖父在香港開埠初期從廣東來到香港西環南北行工作。父親二戰前在香港出生，是一名文員。母親曾經歷石硤尾大火，是一名製衣女工。伍立德嬰孩時期住在鑽石山木屋區及深水埗板間房。根據2008年香港電台新聞部報道政府第一期《活化歷史建築伙伴計劃》，伍立德曾受訪表示兒時曾在著名古蹟雷生春居住八年。據稱因其家貧，一家獲屋主雷亮後人免租入住該唐樓。
伍立德先後入讀循道學校、循道中學、中華基督教會基元中學（與演員萬綺雯同屆），及後到澳洲墨爾本升讀高中。在澳洲皇家墨爾本理工大學傳理系畢業，主修電視電影及政治。回港後，曾短暫在亞洲電視工作及後到香港大學社工系修讀碩士，當時其系主任為前任香港特區政府勞工及福利局局長羅致光，在學時期主要受周永新講座教授、楊森榮譽助理教授等教導。1998年起在香港電台電視部工作，擔任記者及編導，拍攝紀錄片及專題。

## 採訪被襲
2014年6月13日伍立德到立法會採訪反新界東北撥款示威，當中包括拍攝晚上八時多名幪面人對立法會大樓破壞。在6月14日凌晨，他在立法會示威區採訪留下來以大學生為主的靜坐時，期間疑因拍攝警方武力清場，被七名警察武力襲擊移走，事後屬政府部門的香港電台罕有發表聲明譴責亦屬政府部門的警方以粗暴手法對待其前線人員進行正常採訪及對此表示強烈不滿。
根據《明報》文章，伍立德表示當時他「未被查問一句就被警員押走」，「中了多個拳頭」。文章描述警察以「撒謊形式執法」。指揮官當晚命令手下「移走」他，他未有作任何反應，就被幾名警員衝上前夾說：「先生，你好激動呀！你好激動呀！」之後便是拳來如雨。文章說:「後來，我訪問過幾個6．13示威者，他們也有類似遭遇，先被硬指情緒激動，再遭拳打。這似乎不是巧合或個別警員的應對，而是漸普遍的統一手法。究竟這是警察學院訓練的一部分？還是上層的指示？這點警方需要認真交代。」
伍立德曾公開表示，事件令他積極參與香港記者協會的新聞自由工作，他曾擔任香港記者協會執委（2015-2016及2016-2017）。

## 電影《對倒》
據伍立德在電影《對倒》的不同映後分享會表示，他約在2010年開始，希望拍一部電影將他採訪時的所見所聞(包括警察處事手法)，以戲劇方式表達。因題材冷門及他自知沒有電影製作經驗，難吸引投資者或團體組織資助，所以一直打算辭工自資開拍。惟遭家人及朋友反對，認為太冒險，恐怕他拍攝完電影後難以維持生計。2016年9月，伍立德在獲告知投考香港電台公務員職位獲錄取後，便辭去當時工作，籌備及拍攝電影《對倒》 ，由於要趕及在年底向電視台工作報到，所以他承認《對倒》拍攝及製作十分倉促，很多地方做得不好，拍攝完還要另外找人跟進後期。電影在2018年曾在藝術中心優先放映。
電影《對倒》裡，張惠萍飾演的角色由記者變成警察執行鎮壓任務，導演在映後分享會指是他和編劇參考了一個梁姓督察前記者，一次在中聯辦外被指推打示威者的情況(被打者傳為該督察做記者時代的訪問者)。導演表示當時他在現場採訪，見到昔日被視為有潛質為民請命的記者，轉眼成為推打請願者的警察小隊指揮官，心裡十分難受，是他採訪生涯「無法釋懷」的事。

## 獲獎
伍亦曾在第十四屆人權新聞獎以《香港奧運火炬傳送示威》，及在第十五屆人權新聞獎以《時代廣場上的衝突》（香港警察強行在時代廣場充公支聯會民主女神像）及《脈搏：警權 I & lI》分別三奪人權新聞獎電視優異獎。